# Contea di Allamakee
La contea di Allamakee, in inglese Allamakee County, è una contea dello Stato dell'Iowa, negli Stati Uniti. La popolazione al censimento del 2010 era di 14.330 abitanti. Il capoluogo della contea è Waukon.

## Geografia fisica
La contea si trova nel nord est dell'Iowa. Secondo l'U.S. Census Bureau, la contea ha una superficie totale di 1.706 km², di cui 1.656 km² composti da terra e i rimanenti 50 km² composti di acqua.

### Idrologia e geologia
Sono presenti molti affluenti del Mississippi.
Nella parte nord della contea si trova l'Upper Iowa River, nella parte sud lo Yellow River. A far da confine ad est, c'è il Mississippi. Tutti questi fiumi offrono opportunità ricreazionali e scenari meravigliosi, in particolare nello Yellow River State Forest.
Il French Creek scorre a nord di Waukon, al di fuori dei confini della città. Il Paint Creek, scorre invece a sud di Waukon. Il Norfolk Creek ha origine nei sobborghi ovest di Waukon ed è affluente dello Yellow River. Il Clear Creek scorre verso Lansing, mentre il Village Creek scorre attraverso territori rurali.
Il territorio della contea è diverso rispetto alla maggior parte delle conformazioni che si trovano nello Stato dell'Iowa. Facendo parte della Driftless Zone, la contea era priva di ghiacci durante l'ultima era glaciale, ed infatti procedendo verso il fiume Mississippi, i fiumi e i ruscelli hanno formato alti canyon scavati nella roccia nel corso dell'era Siluriana. La Driftless Zone include anche parti delle contee di Clayton, Fayette, Winneshiek, Howard, Dubuque, e Jackson.

### Contee confinanti
- Contea di Houston, Minnesota (nord)
- Contea di Vernon, Minnesota (nord est)
- Contea di Crawford, Wisconsin (est)
- Contea di Clayton (sud)
- Contea di Winneshiek (ovest)
- Contea di Fayette (sud ovest)

### Principali strade e autostrade
| - U.S. Highway 18 - U.S. Highway 52 - Iowa Highway 9 | - Iowa Highway 26 - Iowa Highway 51 - Iowa Highway 76 |

## Storia
La contea di Allamakee fu formata il 20 febbraio del 1847 dall'unione di territori liberi.

## Società

### Censimento 2010
Il censimento del 2010 ha registrato una popolazione di 14.330 persone nella contea, con una densità di popolazione pari a 8,65 ab./km². C'erano 7.617 unità abitative, 5.845 delle quali erano occupate.

### Censimento 2000
Il censimento del 2000 ha registrato una popolazione di 14.675 persone nella contea, con una densità di popolazione pari a 9 ab/km². C'erano 7.142 unità abitative con una densità media di 4 u.a./km².
La composizione razziale della contea era composta dal 95,88% di bianchi, dallo 0,14% di neri o afroamericani, dallo 0,18% di nativi americani, dallo 0,27% di asiatici, dallo 0,01 di isolani del Pacifico, dallo 2,82% di altre razze e dallo 0,70% di due o più razze. Lo 3,54% della popolazione è di origine ispanica o Latina.
Si contavano 5.722 nuclei familiari, dove il 30,60% aveva figli di età inferiore ai 18 anni che vivono con loro, il 58,40% erano coppie sposate che vivono insieme, il 6,60% era composto da donne con marito assente e il 31,30% erano non-famiglie. Il 27,50% di tutte le famiglie erano formate da singoli individui e il 14,30% di questi aveva più di 65 anni di età.
Nella contea la popolazione era formata dal 25,40% con età inferiore ai 18 anni, il 7,00% fra i 18 e i 24, il 25,60% fra i 25 e i 44, il 23,60% dai 45 ai 64 e il 18,40% oltre i 65 anni di età. L'età media era di 40 anni. Per ogni 100 donne c'erano 100,20 uomini. Per ogni 100 donne sopra i 18 anni, c'erano 98,90 maschi.
Il reddito medio per una famiglia nella contea era di $ 33.967, e il reddito medio per una famiglia era di $ 40.589. I maschi avevano un reddito medio di $ 26.122 contro i $ 19.098 per le femmine. Il reddito pro capite per la contea era di $ 16.599. Circa il 6,40% delle famiglie e il 9,60% della popolazione era sotto la soglia di povertà, di cui il 11,80% sotto i 18 anni e 8,10% oltre i 65 anni di età.

## Città
- Harpers Ferry
- Lansing
- New Albin
- Postville
- Waterville
- Waukon

## Townships
La contea di Allamakee si divide in diciotto townships:
- Center
- Fairview
- Franklin
- French Creek
- Hanover
- Iowa
- Jefferson
- Lafayette
- Lansing
- Linton
- Ludlow
- Makee
- Paint Creek
- Post
- Taylor
- Union City
- Union Prairie
- Waterloo

## Comunità costituite in società
- Dorchester
- Rossville
- Churchtown